# Garons
Garons is een gemeente in het Franse departement Gard (regio Occitanie). De plaats maakt deel uit van het arrondissement Nîmes. Garons telde op 1 januari 2022 5.244 inwoners.

## Geografie
De oppervlakte van Garons bedroeg op 1 januari 2022 12,28 vierkante kilometer; de bevolkingsdichtheid was toen 427 inwoners per km².

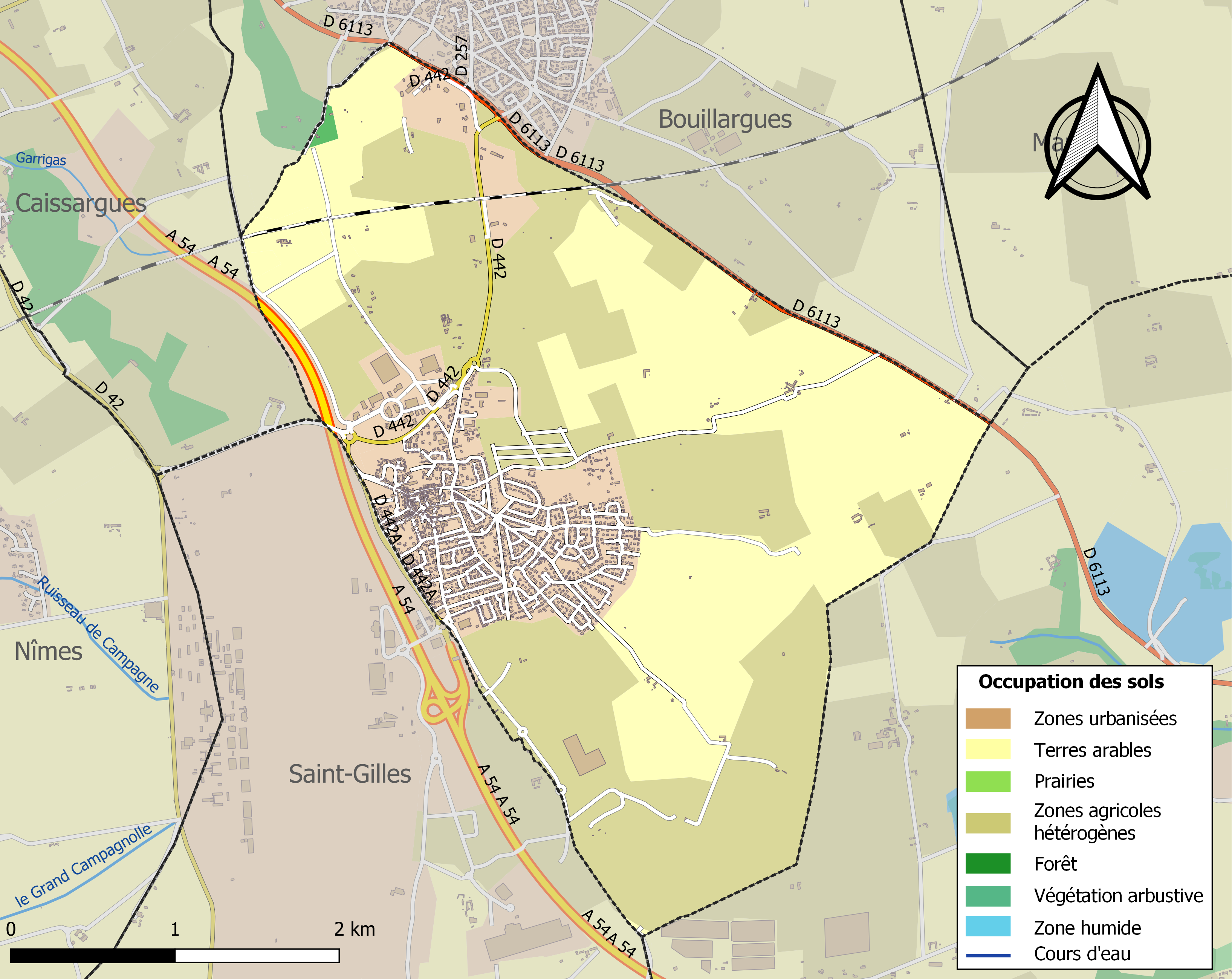
Kaart van de gemeente met belangrijkste infrastructuur, bodemgebruik en omliggende gemeenten

## Demografie
Onderstaande figuur toont het verloop van het inwonertal (bron: INSEE-tellingen).